# زين العابدين شاه الثالث
السلطان زين عابدين الثالث شاه بن السلطان أحمد معظم شاه الثاني (12 أبريل 1866 - 26 نوفمبر 1918) كان سلطان ترغكانو ويانغ دي بيرتوان بيسار من 1881 إلى 1918. بعد وفاة والده السلطان أحمد ، أصبحت ترغكانو تحت حكمه محمية بريطانية بموجب المعاهدة الأنجلو سيامية لعام 1909. في عام 1911، أصدر السلطان زين العابدين الثالث أول دستور لترغكانو. وتوفي في كوالا ترغكانو في 26 نوفمبر 1918 عن عمر يناهز 52 عامًا، بعد حوالي 37 عامًا من الحكم ودُفن في مسجد زين العابدين. وخلفه ابنه محمد شاه الثاني. 